# Samuel Siegmund Rosenstein
Samuel Siegmund Rosenstein (Berlijn, 1832 - Den Haag, 31 januari 1906) was een Duitse arts en hoogleraar.

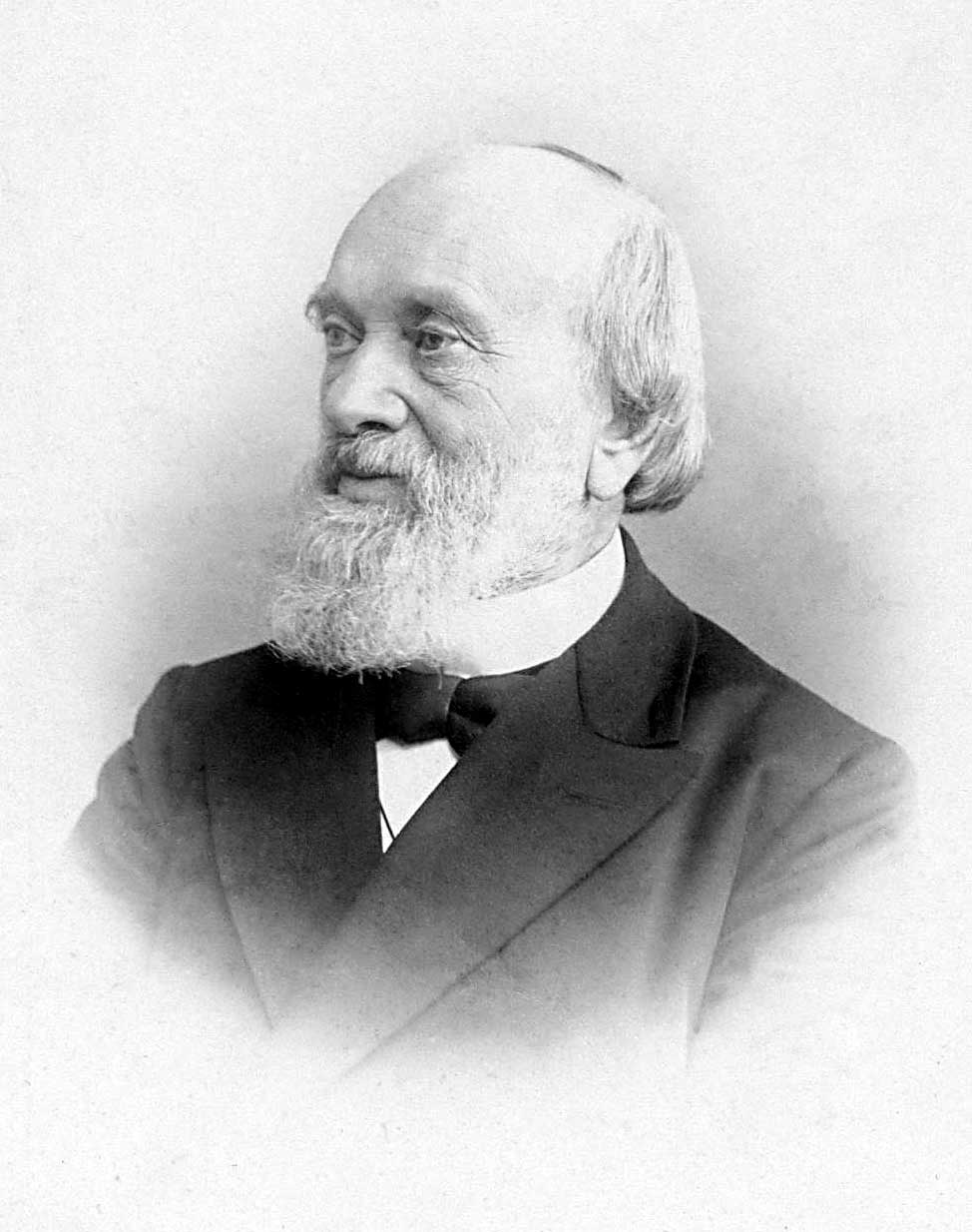
Samuel Rosenstein
(Collectie Universiteit Leiden)

Rosenstein werd geboren in Berlijn als zoon van een rabbijn. Hij studeerde in zijn geboorteplaats en was leerling van Rudolf Virchow. Rosenstein promoveerde in 1855 op een verhandeling over nierziekten. Hij werd privaatdocent aan de universiteit van Berlijn in 1861.

## Hoogleraar

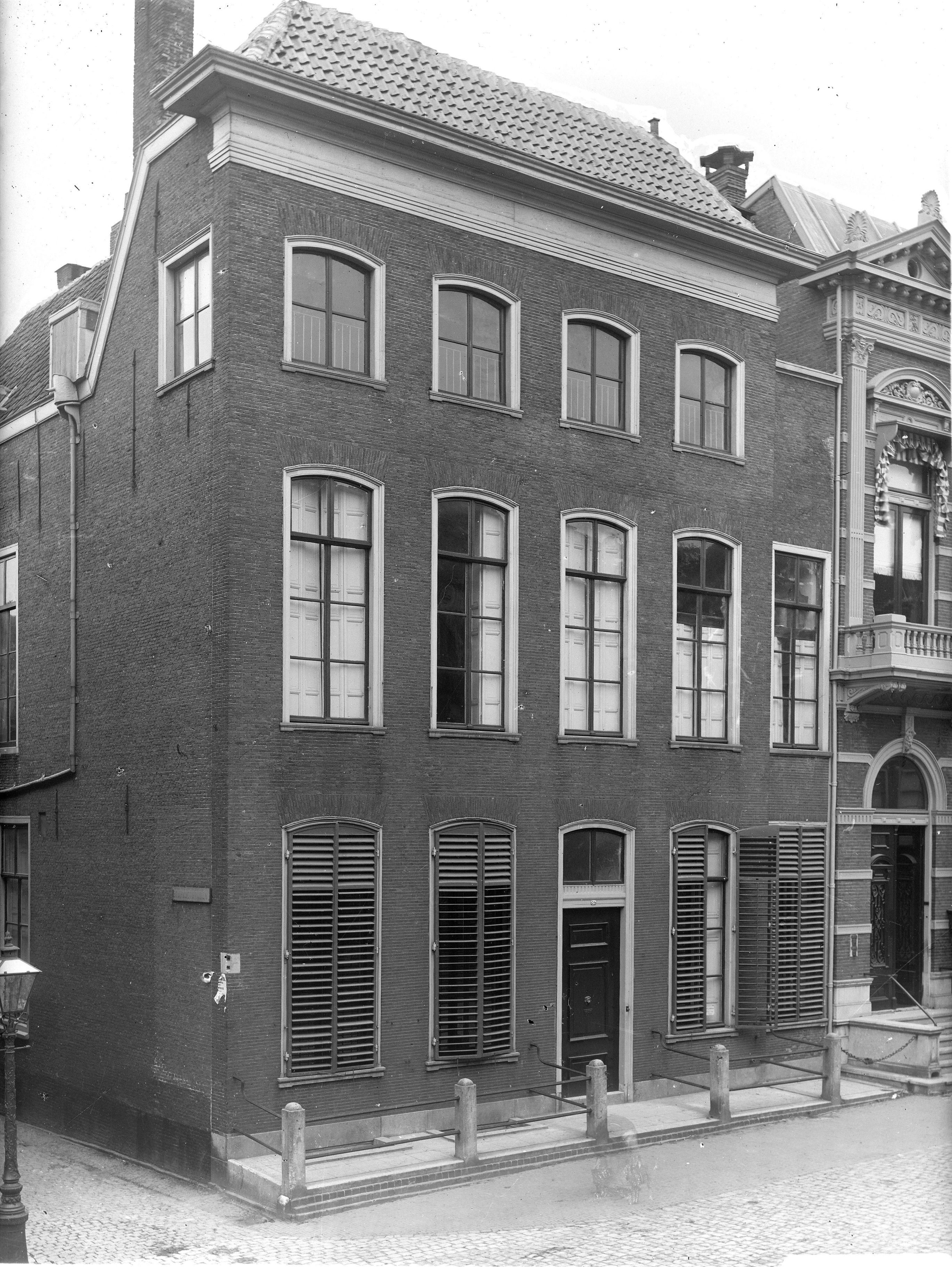
Breestraat 76, het huis van prof. Rosenstein.

In 1866 later werd Rosenstein hoogleraar aan de Rijksuniversiteit Groningen. Hij was daarmee de tweede Joodse hoogleraar in Nederland. Rosenstein vond het toenmalige Academisch ziekenhuis aan de Munnekeholm maar klein, ondoelmatig en vies. Moderne hulpmiddelen zoals de thermometer en de stethoscoop werden nog maar weinig gebruikt. Hij was er mede verantwoordelijk voor dat er een nieuw ziekenhuis werd gebouwd (op de plaats waar nu het UMCG is gevestigd). Prof. dr. Rosenstein was rector magnificus in de tijd dat Aletta Jacobs werd toegelaten aan de universiteit.
In 1873 verliet Rosenstein Groningen en werd hoogleraar aan de Leidse universiteit, wat hij tot 1902 zou blijven. Onder anderen Hector Treub en Bastiaan van Dam promoveerden bij hem.
In de Oosterparkwijk in Groningen werd de S.S. Rosensteinlaan naar hem vernoemd. Op last van de bezetter werd de Joodse naam tijdens de Tweede Wereldoorlog vervangen door Rengerslaan. In 1995 werd de film Aletta Jacobs: Het hoogste streven opgenomen, waarin ook Rosenstein (gespeeld door Edwin de Vries) een rol speelt.
Rosenstein was lijfarts van koning Willem III.
- Bibsys: 3042301
- Biografisch Portaal: 56600470
- Digitale Bibliotheek voor de Nederlandse Letteren: rose029
- Gemeinsame Normdatei: 117595322
- International Standard Name Identifier: 0000 0001 0894 1305
- Library of Congress Control Number: no2019034730
- Nationale Bibliotheek van Tsjechië: nlk20000087892
- Nationale Bibliotheek van Israël: 987007506341305171
- Nationale Bibliotheek van Polen: a0000001788188
- Nederlandse Thesaurus van Auteursnamen: 068282877
- Système universitaire de documentation: 16418385X
- Virtual International Authority File: 45084394